# Ново село (област Пловдив)
Вижте пояснителната страница за други значения на Ново село.
Ново село (старо име: Еникьой) е село в Южна България, област Пловдив, община Стамболийски.

## География
Ново село е разположено в полите на Родопите в югозападния край на Горно-тракийската низина и източното подножие на Бесапарските хълмове. Жилищно е застроено по левия бряг на Стара река, а по десния бряг е оформена промишлената зона. През средата на селото протича напоителен канал, който разделя селото на две махали – Горна-запад и Долна-изток. Ново село е разположено на 160 – 180 м над морското равнище. Землището на селото граничи с тези на Огняново, Исперихово, Куртово Конаре, Триводици и Стамболийски. Съставно селище е на община Стамболийски.

## История
Близо до селото учените откриват голям селищен тракийски могилен некропол. Старото име на Ново село е Еникьой.

## Културни и природни забележителности
- Параклис „Света Лидия“
- Прекрасната църква „Свети Георги Победоносец“

## Редовни събития
Празникът на селото е на 24 май.
Едно от най-новите открития в селото през (2008) е Мото-клубът „LIONS“

## Личности
- Благо Славенов, земеделски деец, политически активист в изгнание
- Спас Джонев, актьор
- Георги Гераджиев, автомобилен състезател

## Поминък
Основният поминък е земеделие, лозарство, овощарство, зеленчукопроизводство, гъбарство, говедовъдство, овцевъдство) и промишлеността. В селото е построена компостна площадка за гъбопроизводство, най-голямата в окръга.